# Aeronautical Engineering AE-5
Construit par Aeronautical Engineering Co à Oakland, Californie, le AE-5 était un monoplan parasol biplace de construction mixte (voilure à structure en bois, fuselage en tubes d’acier, l’ensemble étant entoilé).

## Description
Dessiné par Joaquin S. Abreu selon une idée originale : le moteur et le réservoir du fuselage constituaient un ensemble détachable pouvant être largué en vol en cas d’atterrissage forcé ou d'incendie en vol, l’appareil devant alors se poser comme un simple planeur. Au cours des premiers essais, à Alameda en 1929, le pilote Reed Volwes éjecta l’ensemble moteur-réservoir d’une altitude de 1 675 m alors qu’il survolait la plage et se présenta sur le terrain après un vol plané d’une quinzaine de minutes. Mais un groupe de personnes qui avaient observé la scène se précipita vers l’avion… probablement pour porter secours au pilote, contraint à plaquer au sol son monoplan qui finit sa course par un cheval de bois. Le prototype [592] fut légèrement endommagé et on n’entendit plus parler de lui.